# 7414 Bosch
7414 Bosch è un asteroide della fascia principale. Scoperto nel 1990, presenta un'orbita caratterizzata da un semiasse maggiore pari a 3,1763192 UA e da un'eccentricità di 0,2149968, inclinata di 0,72695° rispetto all'eclittica.